# Lokvarsko jezero
Lokvarsko jezero (tudi Omladinsko jezero) je umetno zajezeno jezero na reki Lokvarki v območju Gorskega kotarja na Hrvaškem. 
Akumulacijsko jezero leži na nadmorski višini 770 m v bližini naselja Lokve. Jezero ima površino 2,1 km2, njegova največja globina sega do 40 m, zadržuje pa okoli 32 milijonov m³ vode za potrebe več hidroelektrarn, ki so povezane v sistem HE Vinodol. Prvo ime jezera je bilo Omladinsko jezero. Tako so ga poimenovali v čast 27.000 prostovoljnim graditeljem, ki so v mladinskih delovnih brigadah med leti 1952 do 1955 zgradili 51 m visoko pregrado iz zemlje in kamenja. 